# Ваннелли, Джино
Джино Ваннелли (англ. Gino Vannelli; род. 19 июня 1952 Монреаль, Квебек, Канада) — канадский певец и композитор.

## Биография

### Ранние годы и карьера (1952 — 1969)
Джино Ваннелли родился в семье итальянцев в Монреале, провинции Квебек. Его отец, по имени  Расс Ваннелли, был певцом в различных танцевальных группах Монреаля.
С детства он мечтал стать барабанщиком играя на барабанах в школьной поп-группе. В 1969 году, в 17 лет, он подписал контракт с RCA Records. Он изучал музыкальную теорию в Университете Макгилла в Монреале.
В 1972 году Джино и его брат Джо перебрались в Лос-Анджелес. Они пытались заключить контракт в студии A&M Records, и когда Херб Альперт, владелец A&M Records, наконец явился, Джино предложил ему демо-запись, несмотря на преследование охранников. Альперт подписал контракт с ним, и его первый альбом "Crazy Life" вышел летом 1973 года.

### Дальнейшая работа
Джино Ваннелли стал одним из первых белых исполнителей в телевизионном шоу Soul Train и в 1974 году он сопровождал Стиви Уандера в туре. Его второй альбом "Powerful People", вышедший в том же году, включал хит "People Gotta Move". Следующий альбом "Nightwalker" также содержал популярный трек "Living Inside Myself".
Джино Ваннелли выпустил альбом "The Gist of the Gemini" в 1976 году и "Brother to Brother" в 1978, который включал трек "I Just Wanna Stop" - его хит, занимавший высокие позиции в чартах. Он был награжден премиями Juno Award за вокальные достижения, как сольно, так и совместно с братом. Позже его творчество стало менее популярным, но он продолжает активно выступать и работать как учитель музыки в Орегоне.

## Дискография

### Альбомы
- Crazy Life (1973)
- Powerful People (1974)
- Storm At Sunup (1975)
- The Gist of the Gemini (1976)
- A Pauper in Paradise (1977)
- Brother To Brother (1978)
- The Best of Gino Vannelli (1980)
- Nightwalker (1981)
- Black Cars (1985)
- Big Dreamers Never Sleep (1987)
- Inconsolable Man (1990)
- Live in Montreal (1992)
- Yonder Tree (1995)
- Slow Love (1998)
- Canto (2003)
- These Are the Days (2006)
- A Good Thing (2009)
- The Best and Beyond (2009)
- Stardust in the Sand (2009)
- Live In LA (2014)
- Wilderness Road